# Wright Morris
Wright Marion Morris (ur. 6 stycznia 1910, zm. 25 kwietnia 1998) – amerykański powieściopisarz.
W swojej twórczości kreślił obraz moralności i obyczajów prowincjonalnych środowisk
zachodnich stanów USA. Starał się dociekać istoty osobowości potomków osadników. Ukazuje zarówno idealizm czasów pionierskich, jak i brutalność współczesności.

## Twórczość
- My Uncle Dudley (1942)
- The Man Who Was There (1945)
- The World in the Attic (1949)
- Man and Boy (1951)
- The Works of Love (1952)
- The Deep Sleep (1953)
- The Field of Vision (1956)
- Plains Song (1980)